# HMS Maori (F24)
Pour les autres navires du même nom, voir HMS Maori.
Pour les articles homonymes, voir F24.
Le HMS Maori (L24/F24/G24) est un destroyer, qui porte le nom des Maoris, peuple indigène de la Nouvelle-Zélande. Il servit au sein de la Royal Navy (Flotte de la Méditerranée), pendant la Seconde Guerre mondiale, jusqu'à sa destruction par la Luftwaffe à Malte en 1942. Son épave fut renflouée et remorquée en dehors de Grand Harbour. C'est aujourd'hui l'un des sites de plongée les plus populaires de Malte.

## Histoire
Le HMS  Maori  a été construit par le Fairfield Shipbuilding and Engineering Company, Limited, à Govan en Écosse. Lancé le 2 septembre 1937  par Mme WJ Jordanie, l'épouse du haut-commissaire de Nouvelle-Zélande  William Jordan, il fut mis en service le 2 janvier 1939.
Le HMS  Maori  rejoint la division du HMS Cossack en janvier 1939 au sein de la flotte de la Méditerranée. Avec les autres destroyers de la classe Tribal, il y effectue des missions d'escorte de convois, jusqu’à son retour en Grande-Bretagne en octobre 1939. Jusqu'en avril 1940 il effectue des patrouilles en mer du Nord et prend part à la bataille de Norvège. En juin, il effectue des missions de surveillance de la flotte allemande jusqu'en Islande et sert brièvement dans les Îles Féroé.
En mai 1941, il participe à la poursuite et à la destruction du cuirassé allemand Bismarck. Alors qu'il escorte le convoi WS-8B au Moyen-Orient, le HMS Maori, avec trois autres destroyers  les HMS Cossack, HMS Sikh (F82) et HMS Zulu (F18), il est dérouté le 26 mai vers la zone où le Bismarck a été signalé. Ils le repèrent et effectuent, sans succès, plusieurs attaques à la torpille dans la soirée et le lendemain matin. Après la destruction du Bismarck par les bateaux de ligne anglais, le HMS Maori participe au sauvetage des rares survivants du cuirassé allemand.
Il est ensuite affecté à la 14e flottille de destroyers et participe à la bataille du cap Bon en décembre 1941. Le HMS Maori, commandé par le commandant R.E. Courage, est attaqué par des bombardiers allemands et coulé au mouillage dans le Grand Harbour à Malte le 12 février 1942, ce qui entraine la mort de l'un de ses membres d'équipage. Renflouée et remorquée, la partie avant de l'épave est sabordée au large de Fort Saint-Elme, le 15 juillet 1945.

## La plongée

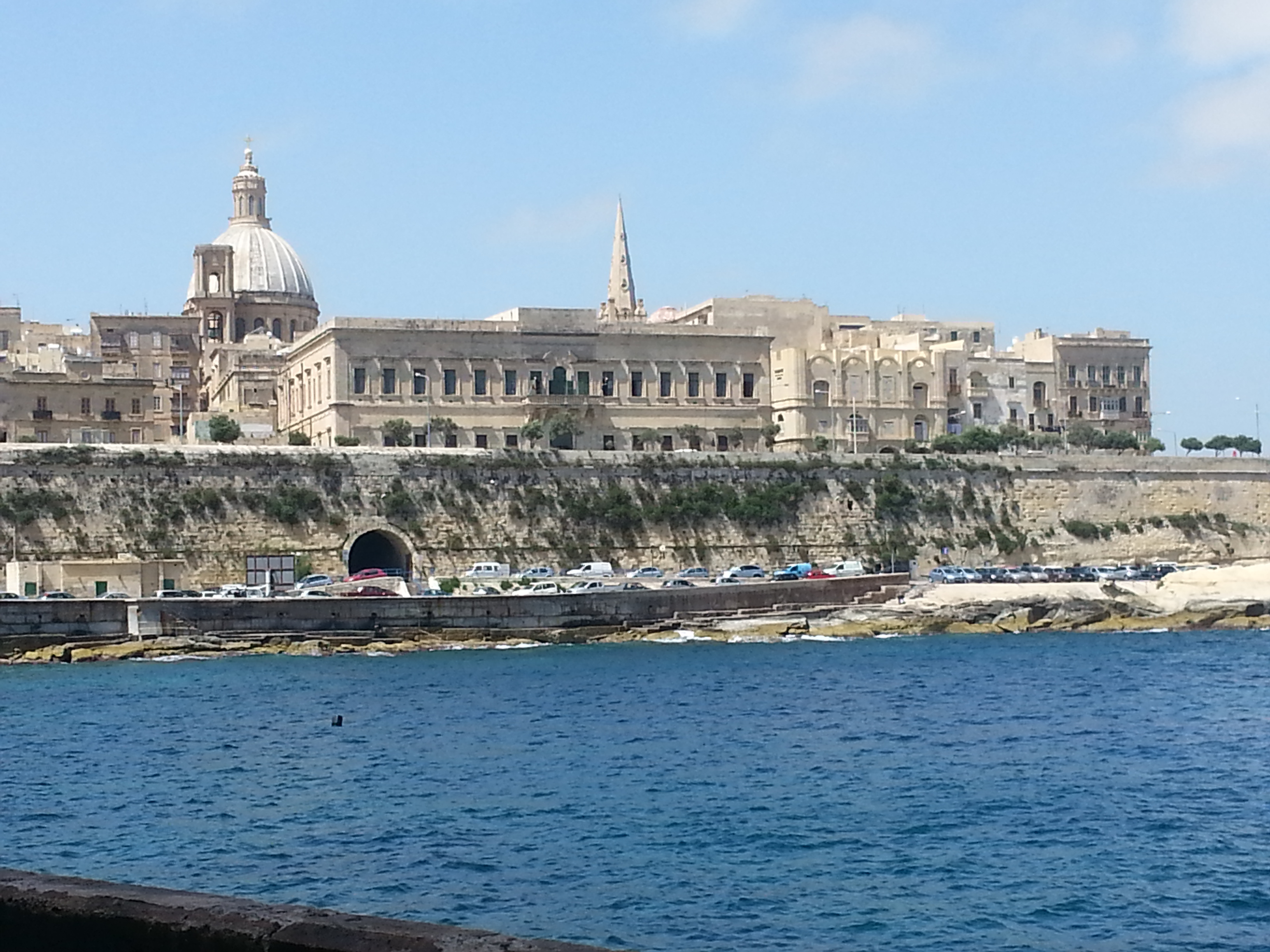
Le site de plongée vu de Fort Saint Helme.

Située à quelques centaines de mètres de la rive de La Valette, le HMS Maori est maintenant un site de plongée populaire. La partie avant de l'épave est posée sur un fond de sable blanc à une profondeur de 14 mètres, la partie arrière du navire ayant été abandonnée en eau profonde au cours du remorquage de Grand Harbour à Marsamxett. Une grande partie de la superstructure avant est toujours présente, y compris les deux tourelles d'artillerie.
On accède à l'épave en contournant La Valette et en suivant les remparts qui font face à Sliema jusqu'à 500 mètres avant le Fort Saint-Elme. On tourne ensuite à droite pour descendre jusqu'au niveau de la mer, dans un quartier de vieilles maisons de pêcheurs. On peut alors s'équiper sur la parking et descendre vers un petit plan incliné, qu donne accès à des rochers, qui donnent accès à la mer. Ceux-ci sont assez glissants et il est plutôt conseillé d'effectuer son immersion en descendant les différents niveaux à reculons sur les genoux et de se mettre à l'eau sur le dos, ce qui évitera toute chute.
L'accès au site se fait en prenant un cap Nord/Nord Est (environ 30°) sur le récif, jusqu'au tombant sur le sable. L'avant de l'épave se trouvant approximativement à 14 mètres, vous prendrez alors sur la droite en suivant le tombant si vous êtes à une profondeur supérieure et sur la gauche sinon, ce qui devrait vous amener droit sur l'épave. Le temps approximatif pour l'atteindre est d'environ 8 à 10 minutes après la mise à l'eau.
La vie marine est assez dense sur l'épave et dans le sable aux alentours (petites murènes, seiches, rougets, sars...).Selon l'ensoleillement et grâce à la faible profondeur, on peut également profiter des jeux de lumière qui se forment au travers de la passerelle, surtout si des bancs importants s'y concentrent.

## Galerie

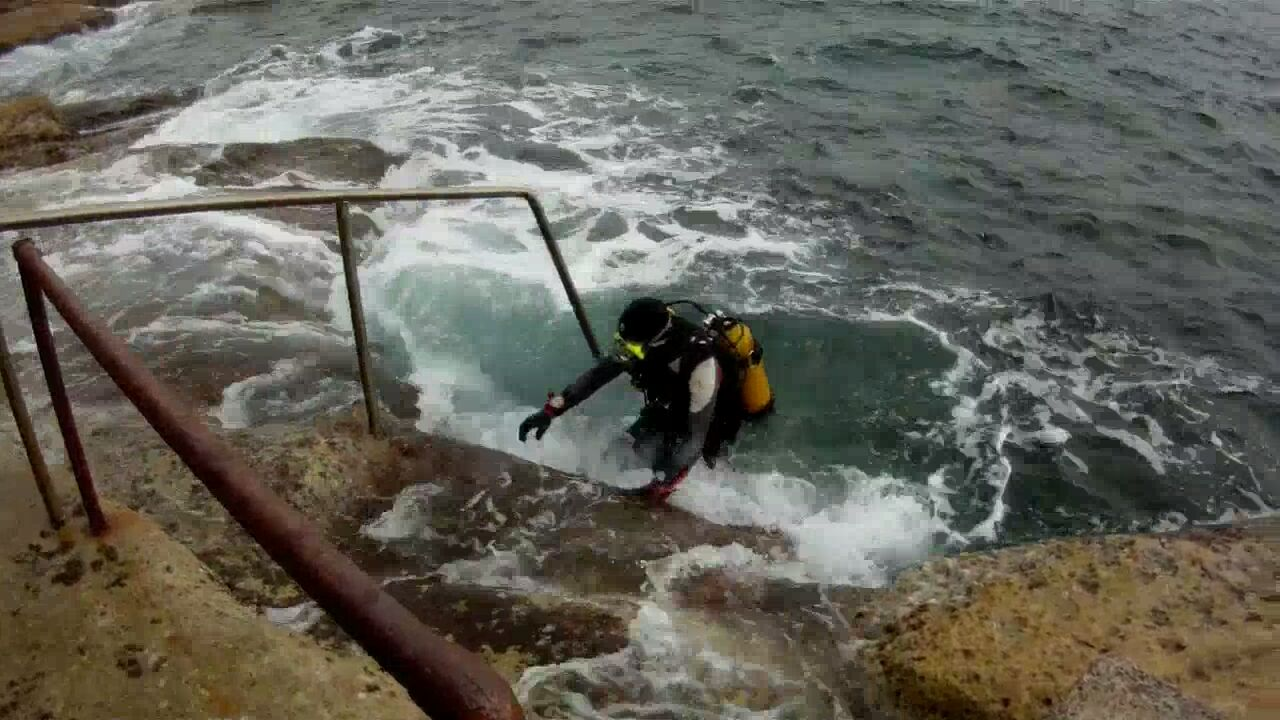
La mise à l'eau
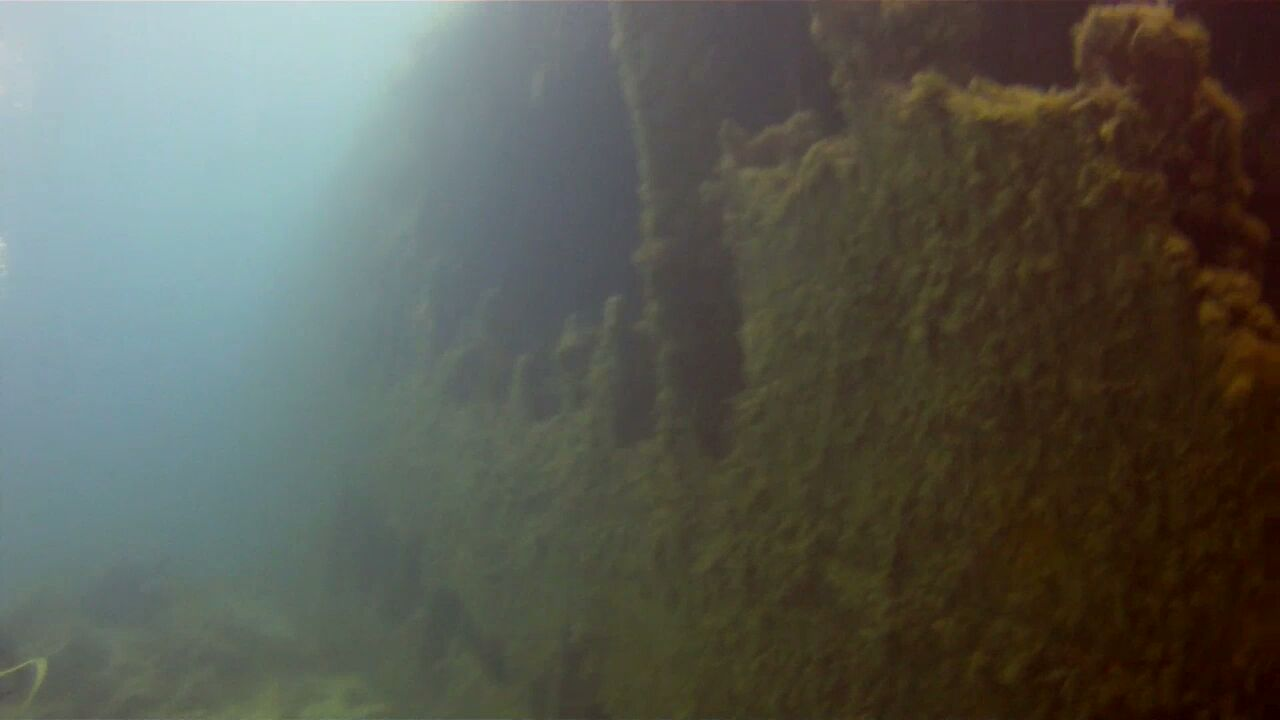
Le long de la coque
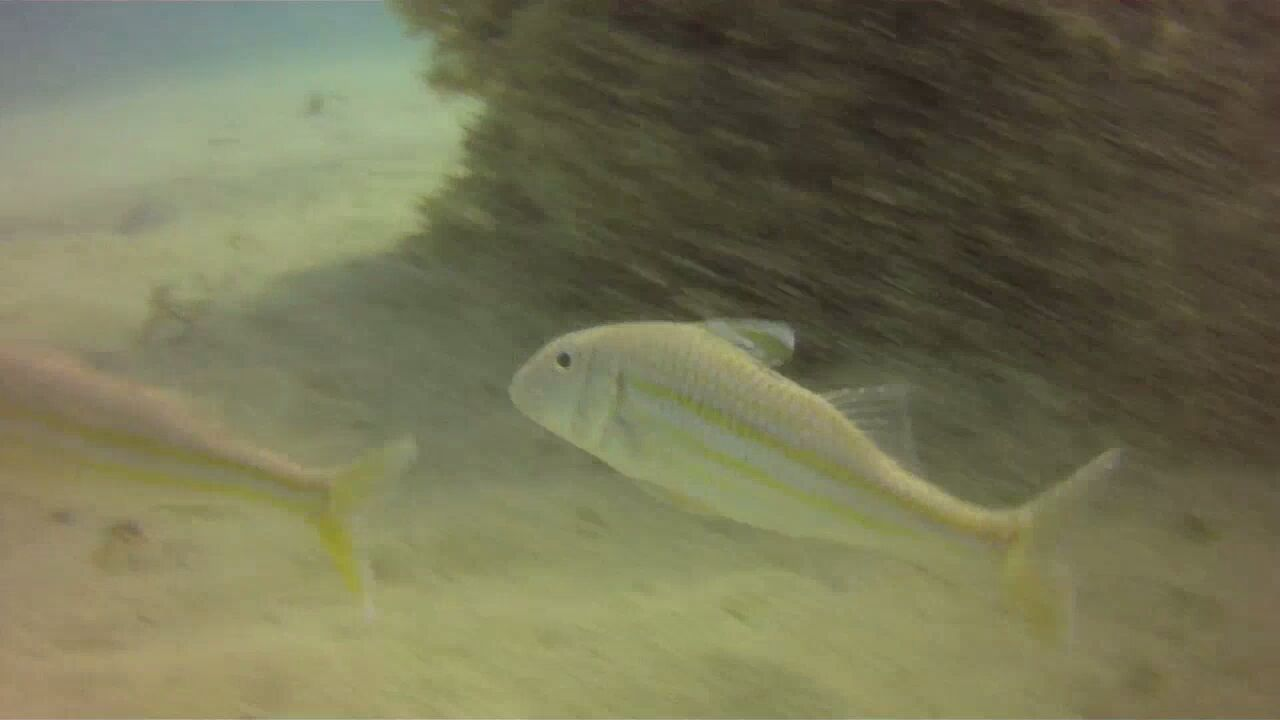
Un banc de rougets
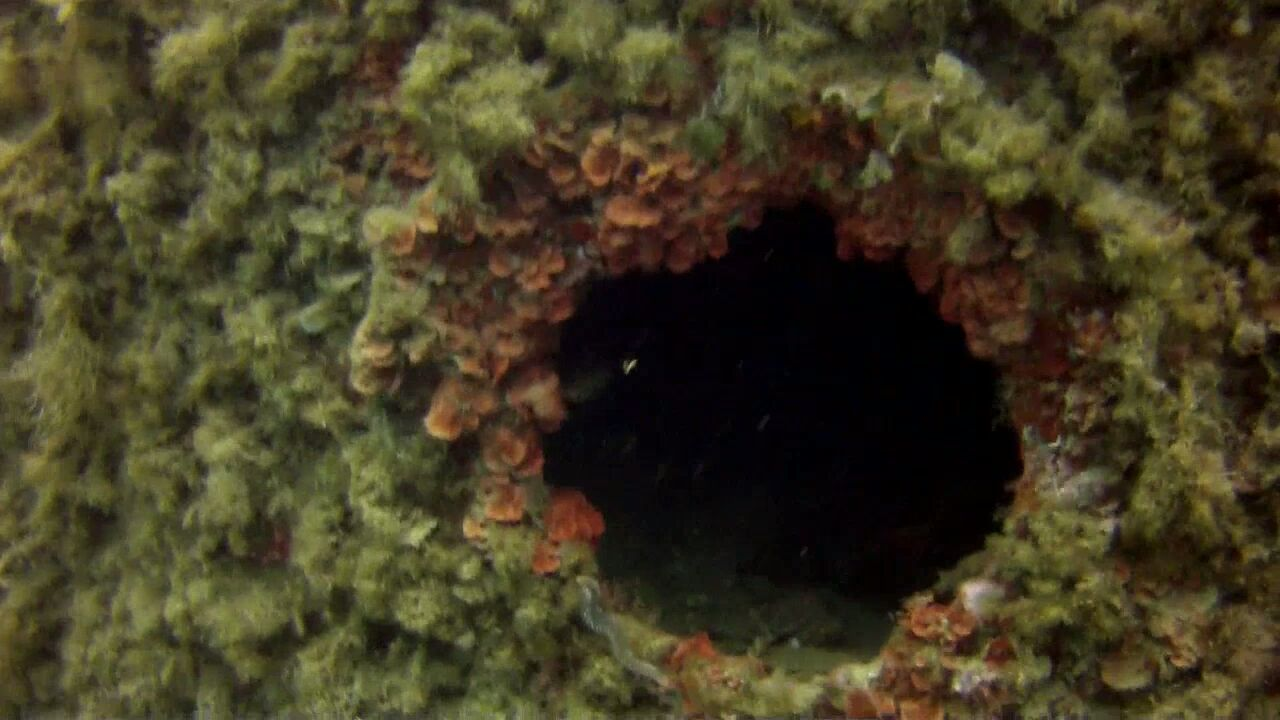
La coque
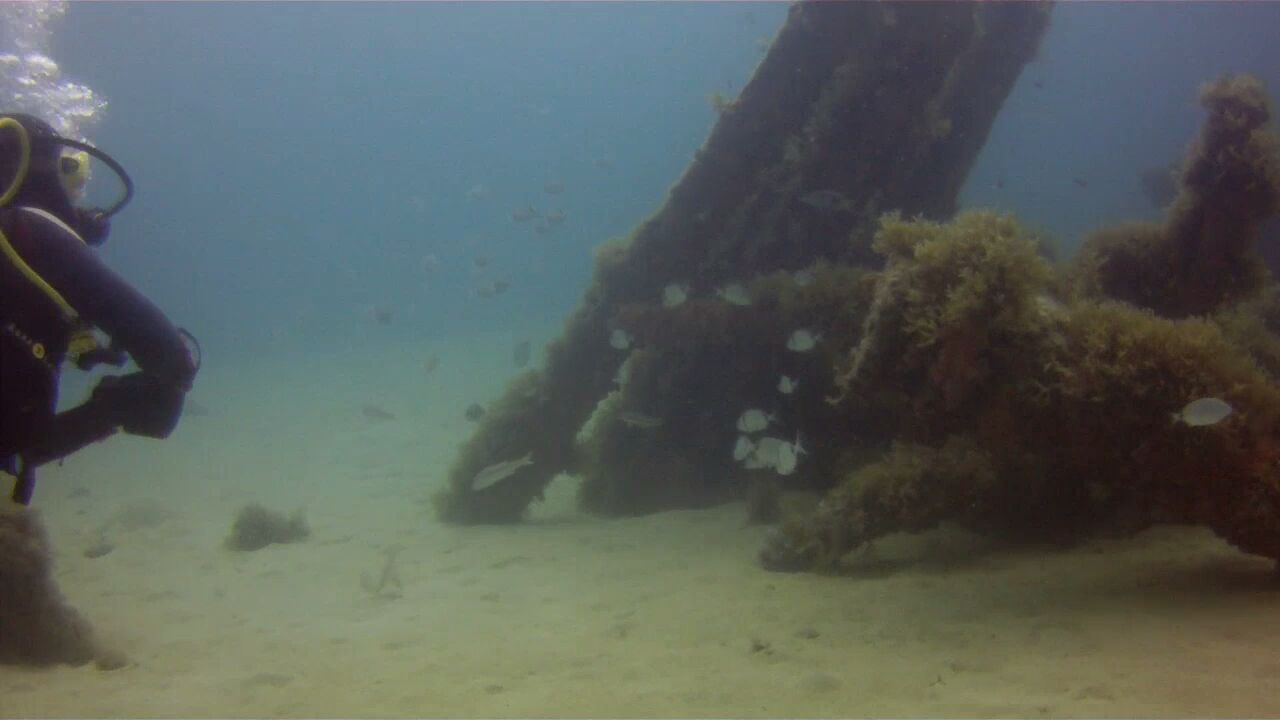
La partie arrière de l'épave
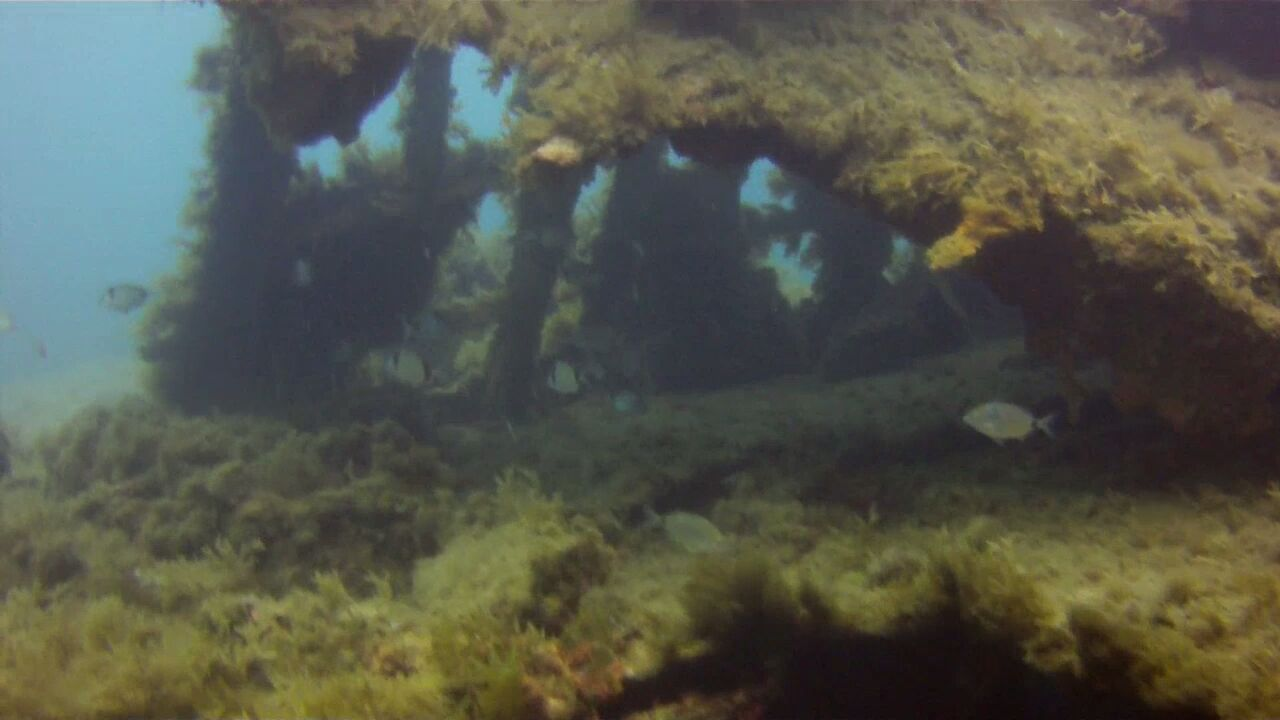
La superstructure
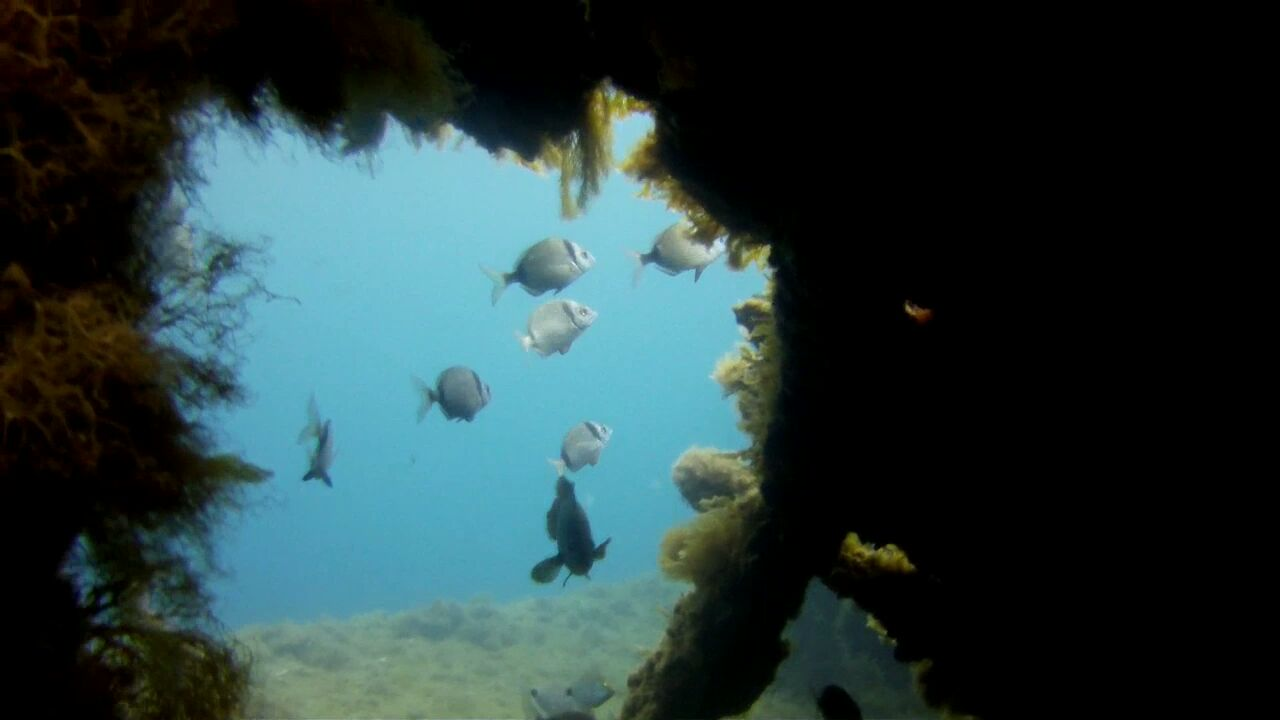
Un banc de sars
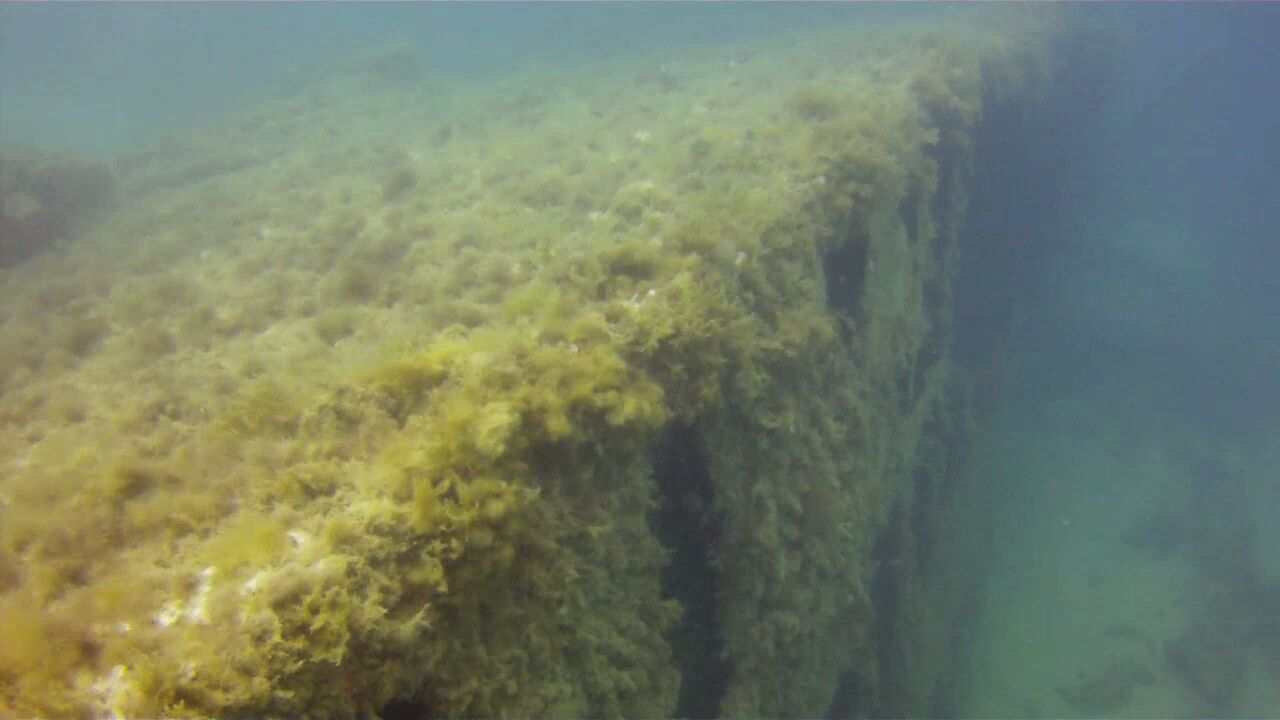
La partie bâbord
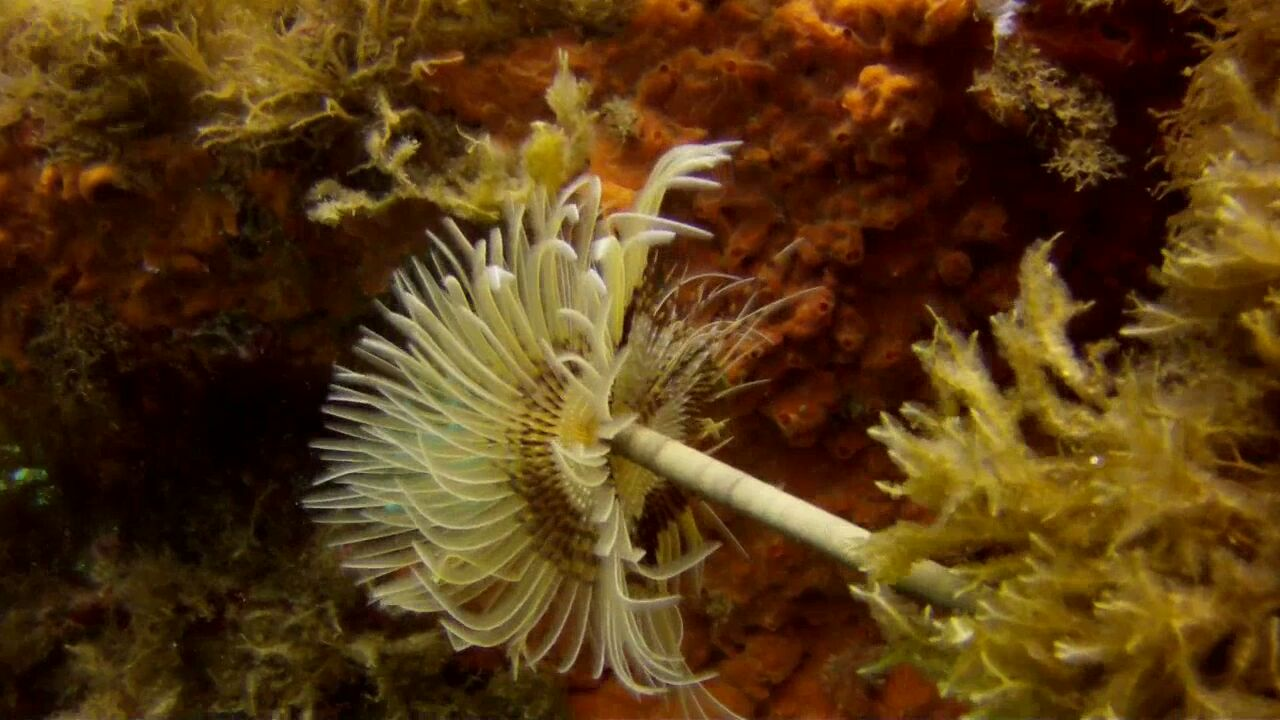
Un spirographe
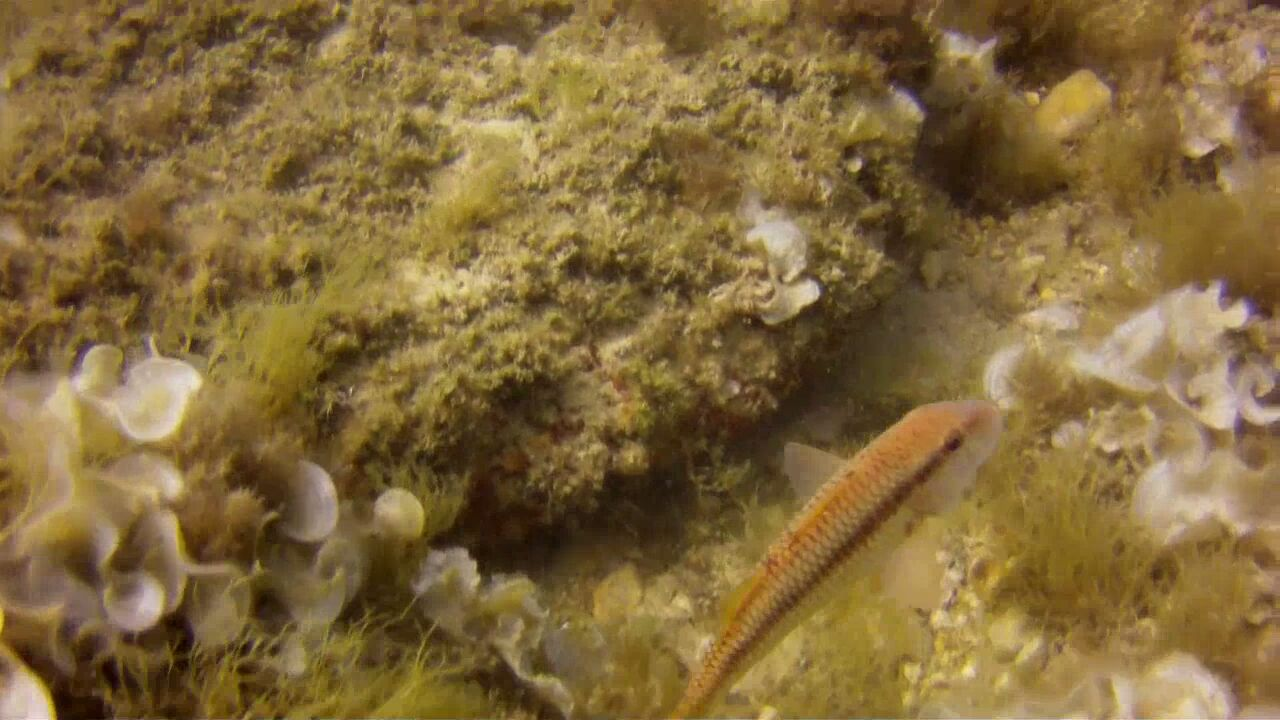
Un rouget
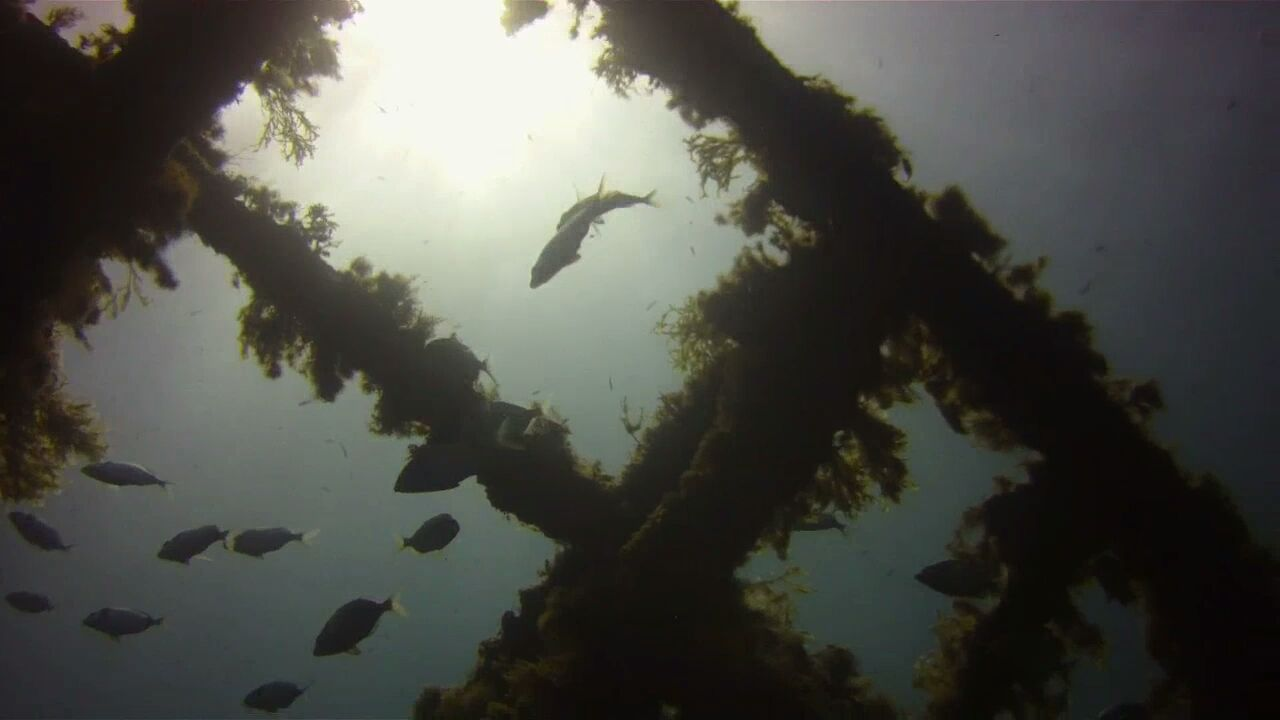
La passerelle
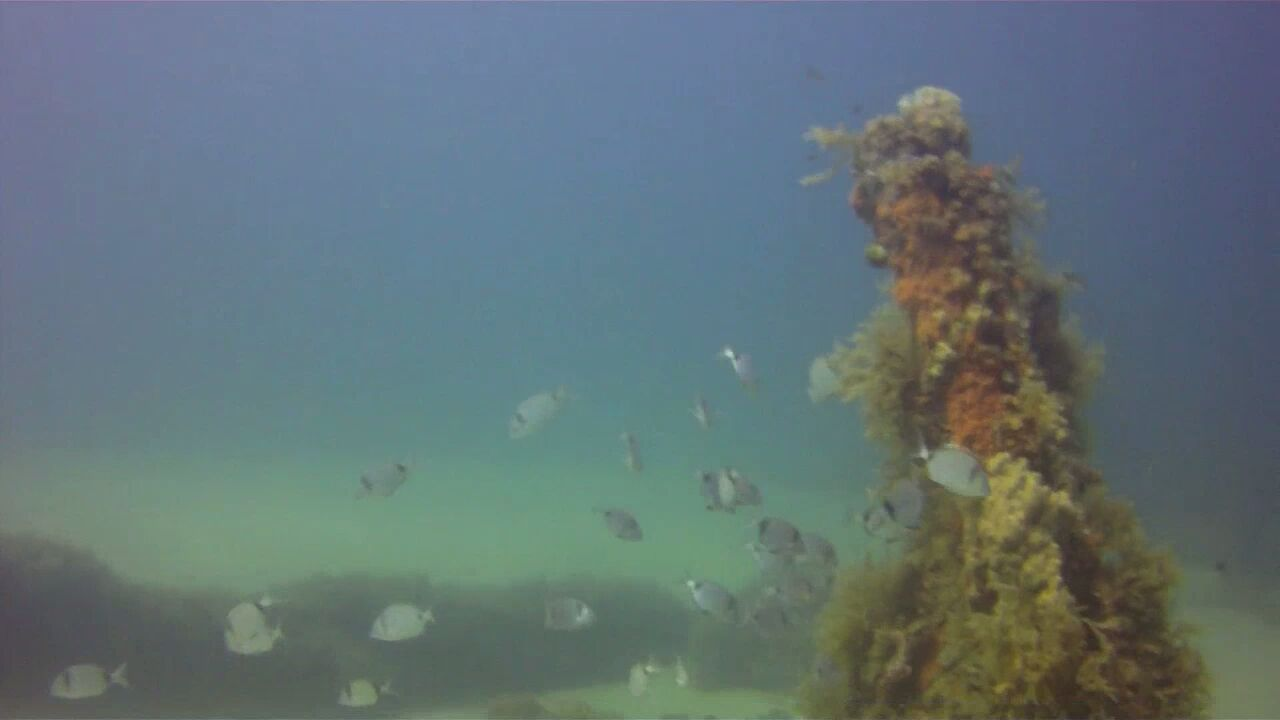
Autour de l'épave

## Vidéothèque
- « Plongée sur le HMS Maori », mai 2014
- « Plongée sur le HMS Maori », juin 2013